# Numerele de înmatriculare auto în Bosnia și Herțegovina
Numerele de înmatriculare în Bosnia și Herțegovina sunt formate din o literă, două cifre, cratimă, o literă, cratimă și trei cifre. Numerele sunt uniforme și nu indică locul înregistrării vehicului.

Număr actual de înmatriculare din Bosnia și Herțegovina (eliberat din 28 septembrie 2009)

Număr actual de înmatriculare taxi din Bosnia și Herțegovina